# Pamjat Parischskoi Kommuny
Pamjat Parischskoi Kommuny (russisch Память Парижской Коммуны ‚Erinnerung an die Pariser Kommune‘) ist eine Siedlung (possjolok) im Stadtkreis Bor der Oblast Nischni Nowgorod in Russland.

## Geografie
Die Siedlung liegt am linken Ufer der Wolga, 51 km unterhalb der Stadt Bor. Am 1. Februar 1932 wurde das Dorf in eine Arbeitersiedlung umgewandelt. Bis 2004 hatte der Ort den Status einer Siedlung städtischen Typs.

## Geschichte

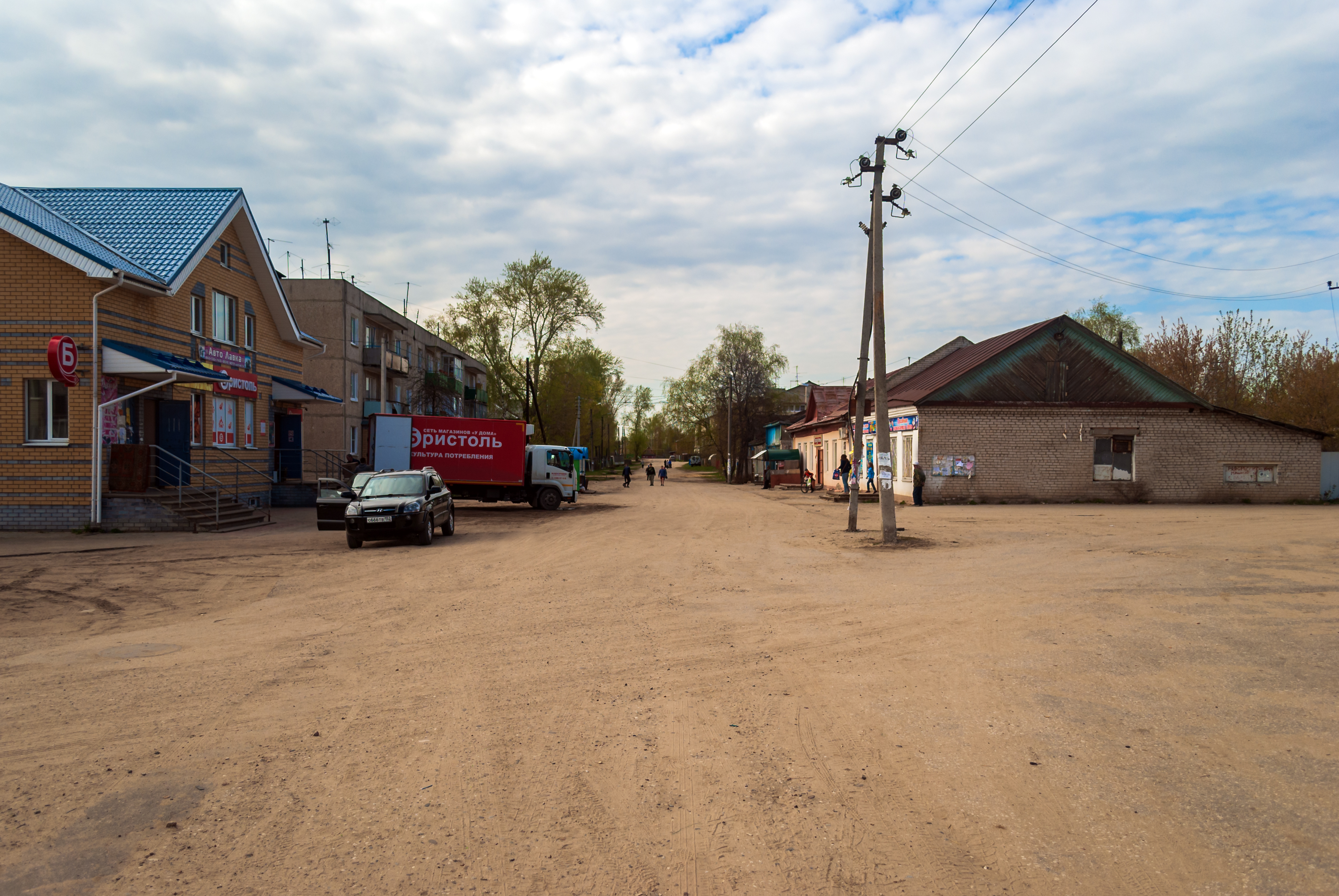
Marktplatz

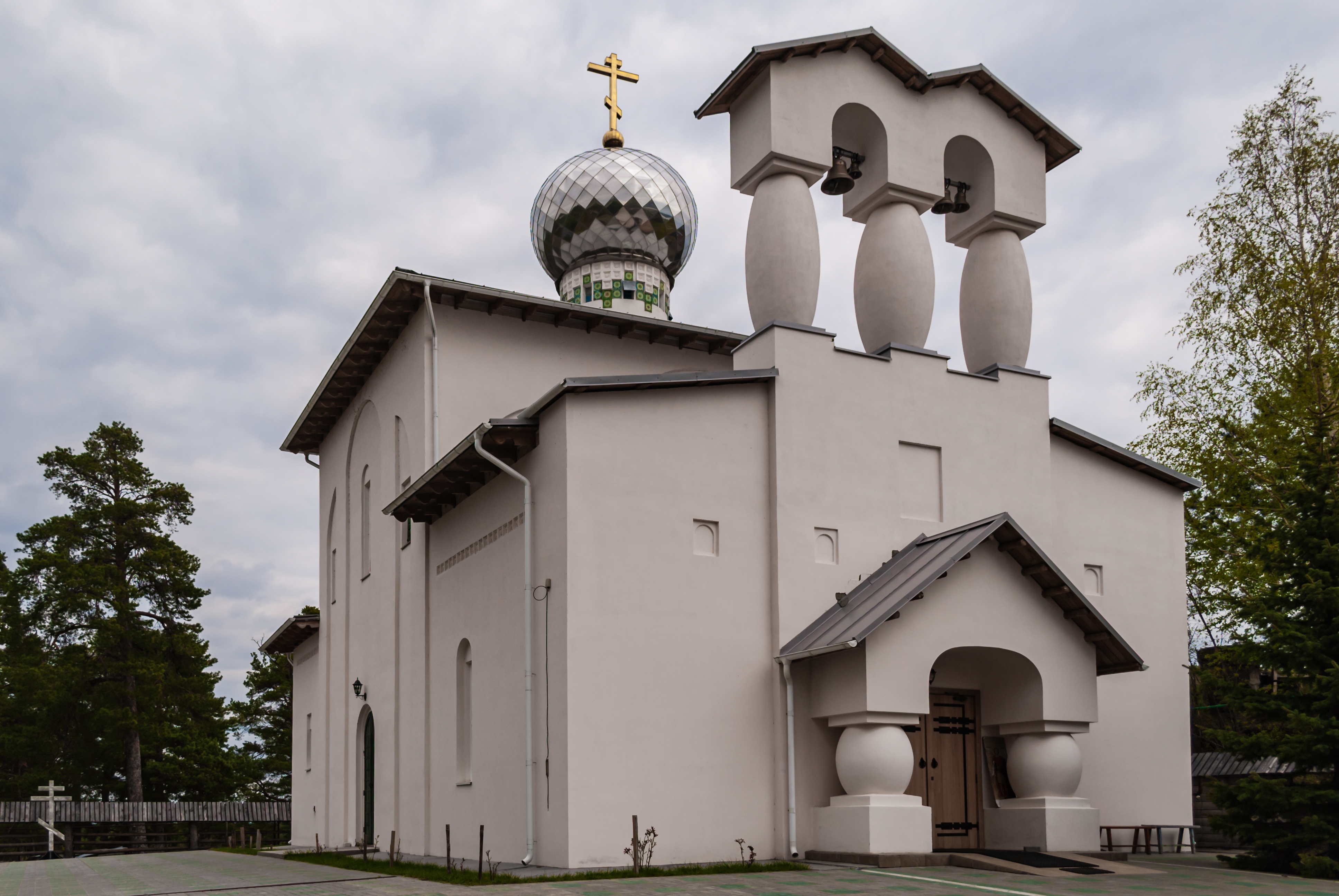
Kirche zu Ehren der Souveränen Ikone der Muttergottes

Im Jahr 1869 erwarb der Kaufmann Iwan Miljutin für anderthalbtausend Silberrubel das Gebiet an einem rückgestauten Seitenarm der Wolga („Schukowski-Rückstau“). Die ersten Werkstätten für Schiffsreparaturen entstanden. 1886 wurden die ersten Wohnhäuser errichtet.
In den Jahren 1917/18 wurden die Werften verstaatlicht. Während des Bürgerkriegs, als Militäroperationen an der Wolga stattfanden, wurde die Wolga-Militärflottille in Nischni Nowgorod organisiert. In den Werften wurden Schiffe umgerüstet: für Krankenhäuser und das Hauptquartierschiff Markin.
1923 wurde der Schukowski-Rückstau in Pamjat Parischskoi Kommuny-Rückstau umbenannt und der Ort 1932 zur Kleinstadt. Während des Zweiten Weltkriegs führten die Arbeiter des Werks Verteidigungsaufträge aus: Sie stellten Minen und Schneemobile her. Schiffe der Wolga-Militärflottille wurden zur Reparatur in die Stadt geschickt. Die meisten Einwohner der Stadt gingen an die Front und zur Verteidigung von Gorki vor deutschen Luftangriffen. Mehr als dreihundert von ihnen starben. Zu ihrer Erinnerung wurde auf dem Stadtplatz eine Gedenkstätte errichtet.
Im Stadtkreis Bor lebten zwölf Helden der Sowjetunion, zwei von ihnen waren Einwohner des Ortes: Dmitri Kalinin und Grigori Terentjew. Nach dem Krieg wurde der erweiterte Bau von Häusern, Schiffen und Werkstätten wieder aufgenommen.
1996 wurde in der Siedlung ein Tempel zu Ehren der Souveränen Ikone der Muttergottes gegründet. Zunächst wurde der Heizraum des Krankenhauses für den Tempel adaptiert. Dann wurde der Tempel von 2013 bis 2017 von den Gemeindemitgliedern und dem Rektor auf eigene Kosten wieder aufgebaut.

## Bevölkerungszahlen
- 4968 (1989)
- 4072 (2002)
- 3761 (2010)
- 3519 (2021)

## Wirtschaft
Die Hauptbeschäftigung der Einwohner der Stadt ist die Arbeit auf der Werft.